# Nicolae Cernăuțeanu
Nicolae Cernăuțeanu (n. 1891, Balasinești, ținutul Hotin, gubernia Basarabia, Imperiul Rus – d. secolul al XX-lea) a fost un soldat și politician moldovean, membru al Sfatului Țării al Republicii Democratice Moldovenești.

## Sfatul Țării
Nicolae Cernăuțeanu a fost unul din membrii Sfatului Țării care a votat pentru Unirea Basarabiei cu România.

## Galerie de imagini

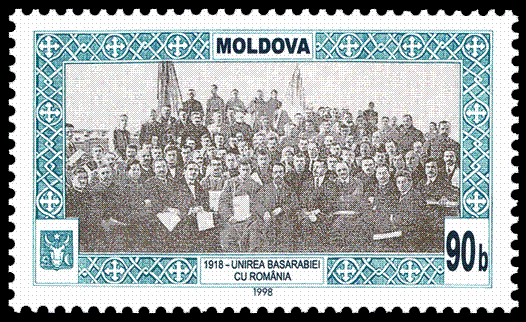
Membrii Sfatului Țării pe un timbru moldovenesc din 1998.